# Drago Bosnar (svećenik)
Drago Bosnar (Vinagora, 1947.), hrvatski katolički svećenik i pjesnik

## Životopis
Rodio se 1947. na Vinagori u Hrvatskom zagorju. Teologiju završio u Zagrebu, za svećenika Zagrebačke nadbiskupije zaređen 1973. godine. Župničku službu obnašao u Drnju, Peterancu i Orehovici; sada u Oroslavju. Pjesmama i ogledima s područja teologije i književnosti javljao se u raznoj periodici. S Josipom Vnučecom, sada župnikom u Tuhlju, uređivao biblioteku FOS-ZOE. Uz zbirke poetskih meditacija “Život je tako čudesan”, “Molitva s onu stranu riječi” i “Jedanaesta postaja”, objavio je i zbirku nagovora u Duhovnoj misli Hrvatskoga radija – 'Duhovno u svagdanjemu.
Svećenik je Zagrebačke nadbiskupije. Više je godina pripremao radio-meditacije za »Duhovnu misao« na Prvom programu Hrvatskog radija. Činio je to na jednostavan i zanimljiv način, tražeći i predlažući moguća rješenja ili barem poboljšanja aktivna vjerničkog života. Brojne meditacije, sad objavljene u knjizi, nastavljaju živjeti i širiti poruku života, nade, ljubavi. U razmišljanjima autor polazi od svakodnevnih situacija, koje gotovo poetskim rječnikom i stilom povezuje sa svetopisamskim čitanjima, životima svetaca, tekstovima iz drugih vjera i kultura ili suvremenih pisaca i autora te ukazuje na bitnu povezanost čovjeka i svakodnevnoga života s Bogom, koji upotpunjuje misao o čovjeku i daje smisao životu. Djela: Dopustiš li životu da ti priđe... i dr. 
Na Susretima hrvatskoga duhovnoga književnoga stvaralaštva Stjepan Kranjčić, Bosnar je bio član ocjenjivačkog povjerenstva koje je izabiralo radove i član stručnog ocjenjivačkog suda u više navrata.